# Basler BT-67
Basler BT-67 — современная модификация американского ближнемагистрального транспортного самолёта Douglas DC-3 / Douglas C-47 Skytrain, производимая компанией Basler Turbo Conversions в Ошкоше, Висконсин, США.

## Описание
Компания Basler Turbo Conversions была основана в 1990 году и изначально занималась исключительно переоборудованием существующих планеров самолетов C-47/DC-3 в версию BT-67. Фирма производитель оборудует каждый новый собранный самолёт в соответствии с требованиями конкретного заказчика. Basler BT-67 может работать в сфере грузоперевозок, в целях военных операторов, засева облаков (введение в облака реагентов для изменения фазового состояния облаков) и области обеспечения научных исследований. Модернизация включает в себя установку на самолёт новых турбовинтовых двигателей Pratt & Whitney Canada PT6A-67R, удлинение фюзеляжа, укрепление планера, модернизацию авионики и аэродинамическое улучшение качества передних кромок и законцовок крыльев. При переоборудовании передняя часть фюзеляжа была удлинена на 0,88 м (по другим источникам на 102 см), чтобы сохранить центр тяжести в допустимом диапазоне, несмотря на более легкие двигатели, которые теперь оснащались пятилопастными винтами производства Hartzell Propeller. Кроме того, передняя переборка кабины была сдвинута вперед на 0,60 м, покрытые тканью поверхности рулей направления заменены на металлические, а законцовки крыла получат измененный профиль для улучшения управляемости на малых скоростях. Топливная система также стала адаптирована к использованию керосина. Как и оригинальные DC-3, BT-67 не имеют гермокабины. 
Из-за более высокого расхода топлива газотурбинных двигателей BT-67, по сравнению с оригинальными поршневыми, установленными на базовом DC-3, дальность полета при наличии стандартного топливном баке с 45-минутным запасом хода уменьшена с 2150 до 1760 км. Basler также может устанавливать топливный бак большой емкости, который увеличивает дальность полета самолета до 3960 км. 

### Военная версия
С 2017 года компания производит Basler BT-67 в версии боевого самолёта, используемого Колумбийскими ВВС при проведении контрпартизанских операций. Колумбийские боевые самолёты оснащены инфракрасной системой переднего обзора (FLIR), что позволяет самолетам эффективно выполнять ночные миссии.

## Эксплуатанты

### Гражданские
- Aerocontractors, США
- Antarctic Logistics Centre International (ALCI), ЮАР
- Alfred Wegener Institute for Polar and Marine Research, Германия

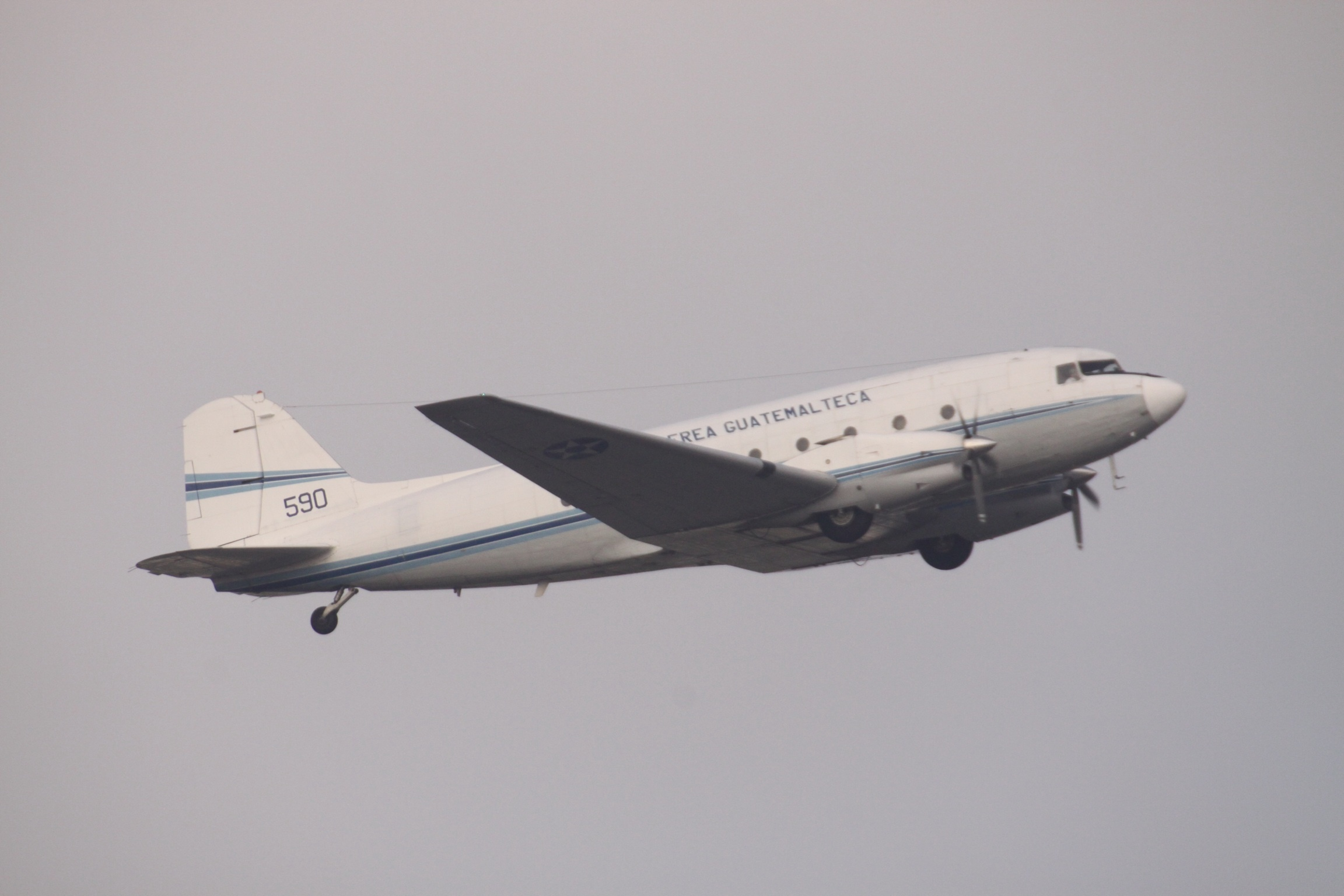
Basler BT-67 ВВС Гватемалы

- Bell Geospace Aviation, Inc, США
- Kenn Borek Air, Канада
- Spectrem Air Surveys, ЮАР
- United States Forest Service, США
- World Air Logistics, Таиланд

### Военные
Колумбия
- Военно-воздушные силы Колумбии
- Национальная полиция Колумбии

 Сальвадор
- Военно-воздушные силы Сальвадора

 Гватемала
- Военно-воздушные силы Гватемалы

 Мали
- Военно-воздушные силы Мали

 Мавритания
- Военно-воздушные силы Мавритании

 Таиланд
- Королевские военно-воздушные силы Таиланда

 США
- Военно-воздушные силы США[8]

## Характеристики BT-67
Источник данных: Basler Turbo Conversions, LLC

Технические характеристики
- Экипаж: 2
- Пассажировместимость: 40
- Длина: 20,62 м
- Высота: 5,56 м
- Масса пустого: 7144 кг
- Максимальная взлётная масса: 13041 кг
- Масса топлива во внутренних баках: 2346 кг
- Силовая установка: 2 ×  ТВД Pratt & Whitney Canada PT6A-67R
- Мощность двигателей: 2 × 1424 л.с.
- Воздушный винт: 5 лопастной, металлический Hartzell

Лётные характеристики
- Максимальная скорость: 398 км/ч
- Крейсерская скорость: 380 км/ч
- Практическая дальность: 1760 км

## Аварии и катастрофы
По состоянию на 6 июля 2020 года в различных авариях и катастрофах было потеряно 8 самолётов Basler BT-67. При этом погибли 9 человек. 
| Дата       | Бортовой номер | Место катастрофы  | Жертвы    | Краткое описание |
| ---------- | -------------- | ----------------- | --------- | --- |
| 15.12.1994 | N96BF          | Лобиту            | 2/2       | Разбился при взлёте. |
| 15.03.1997 | TZ-389         | Ньютон            | 2+2/2     | Beechcraft A36 Bonanza слишком близко приблизился к Basler BT-67, чтобы сделать несколько фотографий. Самолёты столкнулись. В катастрофе погиб основатель и гендиректор компании Basler. Самолёт был куплен для правительства Мали. |
| 1998       | 555            | Флорес            | н.д./н.д. | Военный борт. Обстоятельства потери неизвестны. |
| 09.11.2000 | FAES119        | Чиланга           | 0/н.д.    | При посадке врезался в дерево. |
| 30.04.2003 | PNC-0212       | Оканья            | 0/н.д.    | Выкатился за пределы ВПП и получил серьёзные повреждения. |
| 23.07.2004 | FAS117         | Эль Джаги         | 0/24+     | Из-за проблем с гидравликой сошёл с полосы и получил серьёзные повреждения. |
| 18.02.2009 | FAC-1670       | 8 км от Паланкеро | 5/5       | Разбился во время тренировочного полёта. |
| 18.02.2009 | PNC-0211       | Медельин          | 0/27+     | Самолёт принадлежал полиции. В то время как пассажиры садились на борт прогремел взрыв. Фюзеляж получил серьёзные повреждения. |
| 20.12.2012 | C-GEAI         | Holtanna Glacier  | 0/15      | Самолёт, снабжающий международную экспедицию, потерпел аварию при взлёте. Борт получил серьёзные повреждения, но был отремонтирован.                                                                                                |

## Внешние ссылки
- Basler Turbo Conversions, LLC  (англ.)
- "Возвращение вечной машины" Антарктическое солнце, 12.11.2000 г.  (англ.)
- В Антарктиде разбился самолет, снабжающий международные экспедиции